# Prince of Persia: The Forgotten Sands
Prince of Persia: The Forgotten Sands (Príncipe da Pérsia: As Areias Esquecidas, em português) é um jogo eletrônico multi-plataforma desenvolvido pela Ubisoft, que foi lançado em 18 de maio de 2010 na América do Norte e 20 de maio na Europa. O título é o jogo mais recente da série Prince of Persia, e marca o retorno do enredo iniciado por Prince of Persia: The Sands of Time. As versões para Wii e PSP foram desenvolvidas pela Ubisoft Quebec, enquanto que as versões para PlayStation 3, Xbox 360 e Microsoft Windows foram produzidas pela Ubisoft Montreal com a ajuda da Ubisoft Singapore, e a versão para Nintendo DS pela Ubisoft Casablanca.

## História

### Época
The Forgotten Sands retorna para a história estabelecida por Prince of Persia: The Sands of Time e concluída por Prince of Persia: The Two Thrones.
O jogo se passa entre o intervalo de sete anos entre Prince of Persia: The Sands of Time e Prince of Persia: Warrior Within, o personagem, Prince, é suposto para ser um meio-termo entre os Princes desses dois jogos. Ele novamente é dublado por Yuri Lowenthal.

### Enredo
O enredo do jogo, para PlayStation 3, Xbox 360 e PC, começa com o Prince atravessando o deserto em seu cavalo, indo ver seu irmão, Malik, e aprender sobre liderança com ele. Quando o Prince chega ao reino de Malik ele o encontra em guerra contra um exército, o Prince se infiltra no reino e encontra Malik e o encontra nas câmaras do tesouro.
Lá, Malik diz que está lutando uma batalha perdida, e precisa confiar em um último recurso ou ser forçado a desistir. O Prince se objeta, mas Malik libera o Exército de Salomão usando um selo mágico. O exército consiste em várias criaturas, todas feitas de areia, supostamente suficientes para se igualar aos grãos de areia no deserto. O Prince e Malik conseguem, cada um, ficar com metade do selo usado para liberar o exército, os protegendo de serem transformados em estátuas, o que era o destino do resto do reino. O selo também permite que absorvam o poder dos inimigos que eles derrotarem.
Malik é separado de Prince, que encontra um portal para os aposentos Razia, uma Djinn. Razia fala para Prince que o Exército de Salomão não era de Salomão, mas havia sido mandado para matá-lo. Ela diz para ele que o único jeito re-aprisionar o exército é juntando novamente as duas partes do selo que foi usado para liberá-lo. Razia dá ao Prince poderes especiais e o manda procurar por Malik, e a outra parte do selo. Quando o Prince encontra Malik, descobre que ele não está interessado em parar o Exército de Salomão, mas quer destruir o exército e tomar seu poder para se tornar um líder mais poderoso. O Prince encontra Razia novamente, e a pergunta sobre isso, ela diz que é um efeito de absorver muito poder do exército, e que os poderes que ela deu ao Prince o protegem desse efeito.
O Prince se encontra com Malik mais uma vez, dessa vez para forçá-lo a entregar a outra metado do selo, mas Malik está mais forte e consegue escapar. Perseguindo Malik novamente, o Prince encontra Ratash, o líder do Exército de Salomão, perseguindo qualquer um que possuir o selo. Depois do Prince despistá-lo, ele conclui que agora Ratash está atrás de Malik, então ele se prepara para proteger seu irmão. O Prince chega na sala do trono e encontra Malik e Ratash lutando, ele ajuda Malik. O Prince e Malik parecem ter matado Ratash, e Malik absorve o seu poder, estilhaçando sua parte do selo. Malik então foge, aparentemente histérico, usando alguns dos poderes de Ratash para escapar.
O Prince o persegue uma vez mais, e novamente encontra Razia. Razia explica que Ratash não pode ser morto por qualquer espada, e que o que realmente aconteceu não foi assim como o Prince viu. Ratash matou Malik e tomou formato de seu corpo. O Prince não acredita nisso, e vai em busca da Espada Djinn, que Razia diz poder matar Ratash.
Pelo caminho, o Prince persegue Ratash, testemunhado-o ganhar tanto poder que poderia mutar o corpo de Malik de volta para a sua forma original. O Prince perde uma batalha contra Ratash, e fica convencido de que seu irmão está realmente morto, então, quando encontra Razia mais uma vez, ele começa a perguntar suas intenções e a razão dela se importar com o reino de Malik e também pergunta por quê ela mesma não mata Ratash. Ela diz apenas que tem um papel a cumprir. Ela, então, eventualmente revela que ela era um dos 4 líderes dos Djinns, e não deixou a cidade com os outros Djinns pois ela prometeu ao rei Salomão que tomaria conta de seu reino do melhor jeito que pudesse. Quando o Prince encontra a Espada Djinn, ele a leva para Razia, que a pega em suas mãos e desaparece, deixando a espada. Quando o Prince assustado grita por seu nome, ela conversa com ele através da espada e explica que para matar um Djinn é necessária a força de outro Djinn e esse é o seu papel a cumprir. O Prince pergunta o que acontecerá com ela depois que ele matar Ratash com a espada, a única resposta que ela dá é: Nós veremos (We will see). Agora com a espada, o Prince novamente se prepara para encontrar Ratash, quando ele o encontra, Ratash está agora gigantesco, literalmente alimentado pela tempestade de areia que atingiu o lugar.
Depois disso, o Prince usa a espada para matar Ratash, e quando a tempestade e a batalha estão acabados, ele encontra Malik caído ali do lado, morrendo. Malik diz para dizer ao seu pai que o Prince será um ótimo líder, então ele morre. O Prince então se retira, para contar ao seu pai que Malik morreu.
Na narração pós-créditos, o Prince encontra a Espada Djinn e chama por Razia, mas sem resposta, então ele decide retornar a espada para o lugar em que ele a encontrou para deixar Razia descansar, já que não podia mais carregar a espada. Por fim, com o reino de Malik sendo governado pelo seu assessor, o Príncipe da Persia vai embora para dar as notícias ao seu pai.

## Jogabilidade (PS3, Xbox 360 e PC)
Além da jogabilidade presente nos demais jogos da série, onde o jogador usa as habilidades acrobáticas do Prince para saltar em plataformas, escapar de armadilhas e também o poder de retroceder alguns segundos no tempo, nesse jogo novos elementos foram adicionados. No decorrer do jogo, o Prince recebe o poder de Solidificar a Água, permitindo o congelamento da água transformando-a dependendo do contexto em paredes, colunas, vigas ou barras. A medida que o jogo evolui, o jogador deverá usar a habilidade de solidificação para alcançar objetivos mais complexos, como congelar e descongelar a água na hora correta ao dar um salto.
Ao derrotar inimigos ou quebrar vasos ou estátuas no caminho, o Prince pode adquirir três esferas: a vermelha, a azul e a dourada. As esferas vermelhas tem o poder de aumentar a energia; as azuis possuem o poder de encher um tanque de magia; as douradas servem para serem coletadas e utilizadas quando uma atualização for disponível.
Ao atualizar o poder, o jogador pode aumentar a barra de energia ou as barras de magia (tempo de solidificação e tempo de retrocesso) e também pode adicionar poderes especiais ao Prince, cada um simbolizando um elemento: terra, ar, fogo e água. Ao utilizar a magia especial, o jogador gasta um tanque de magia.
Para os jogadores que possuem conta na Uplay, é possível adicionar alguns extras: o Modo Desafio, a qual o jogador enfrente inimigos em uma arena e também pode mudar a aparência do Prince para a de Ezio Auditore, de Assassin's Creed II